# Poekilocerus bufonius
Poekilocerus bufonius är en insektsart som först beskrevs av Klug, J.C.F. 1832.  Poekilocerus bufonius ingår i släktet Poekilocerus och familjen Pyrgomorphidae.

## Underarter
Arten delas in i följande underarter:
- P. b. vittatus
- P. b. bufonius
- P. b. hieroglyphicus

## Bildgalleri

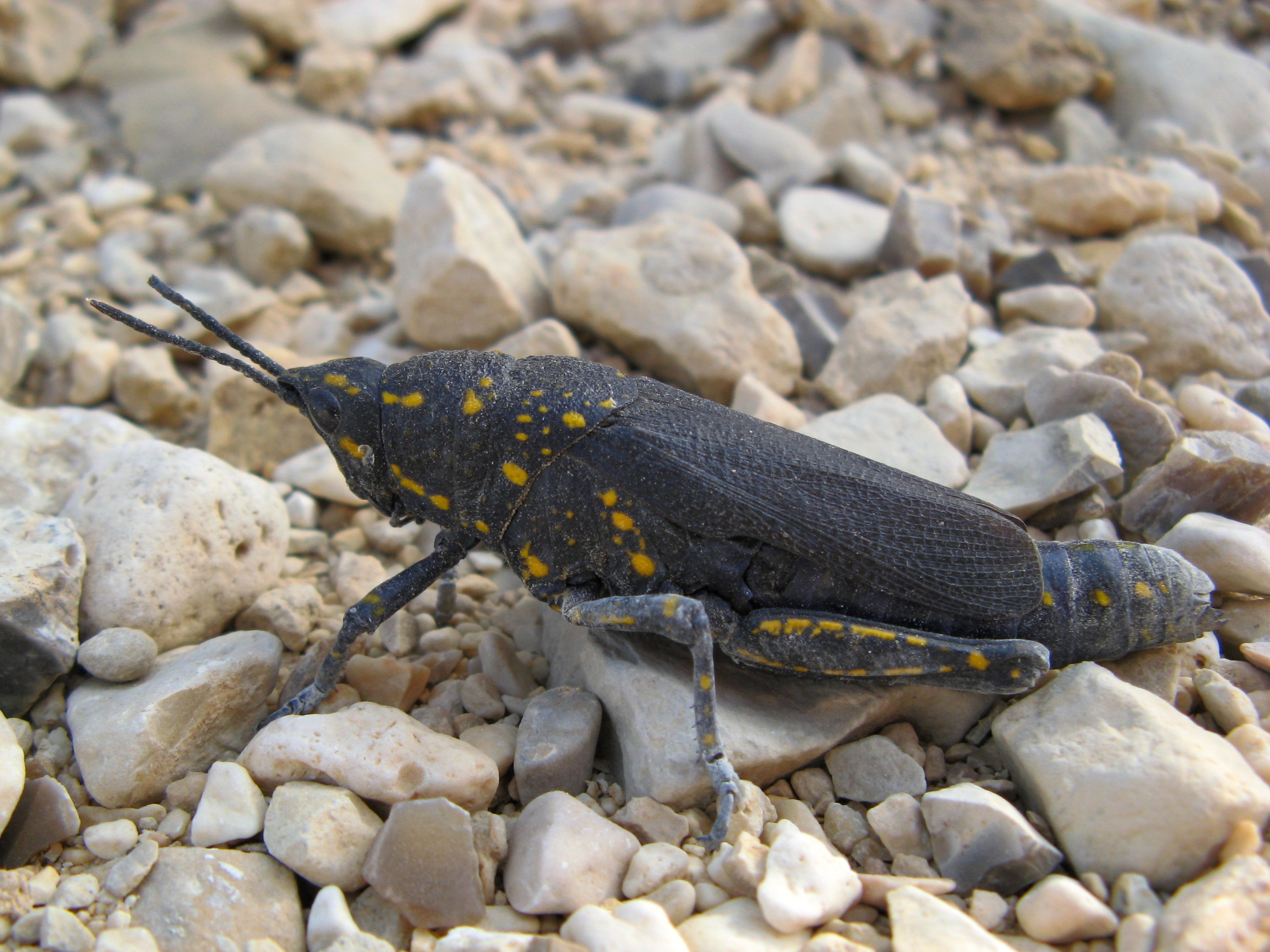
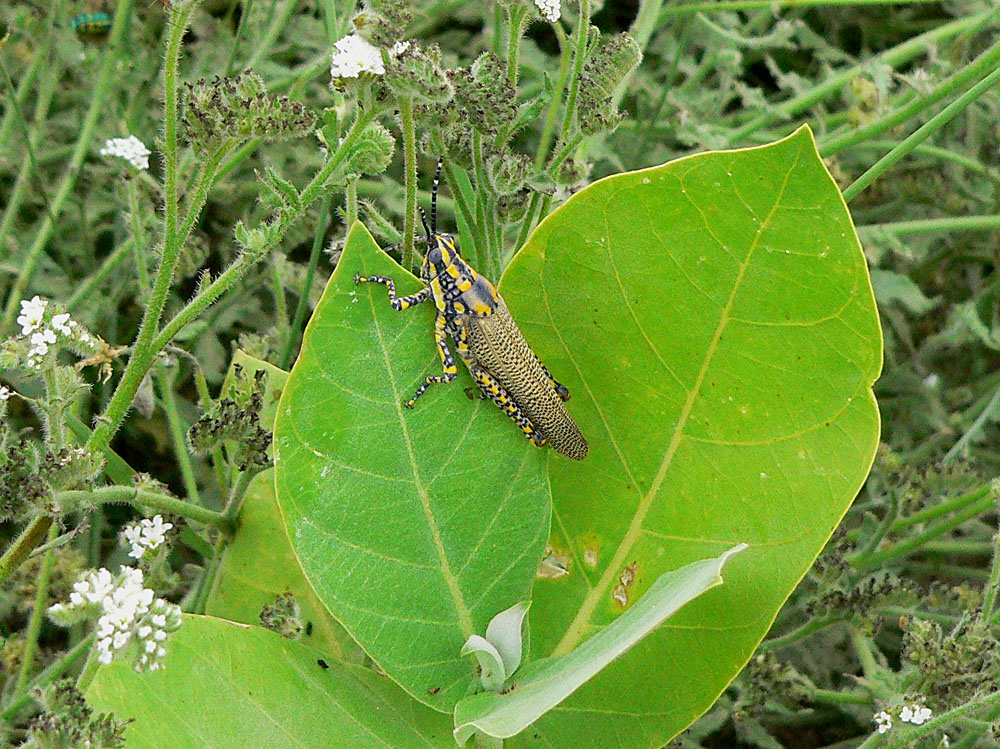
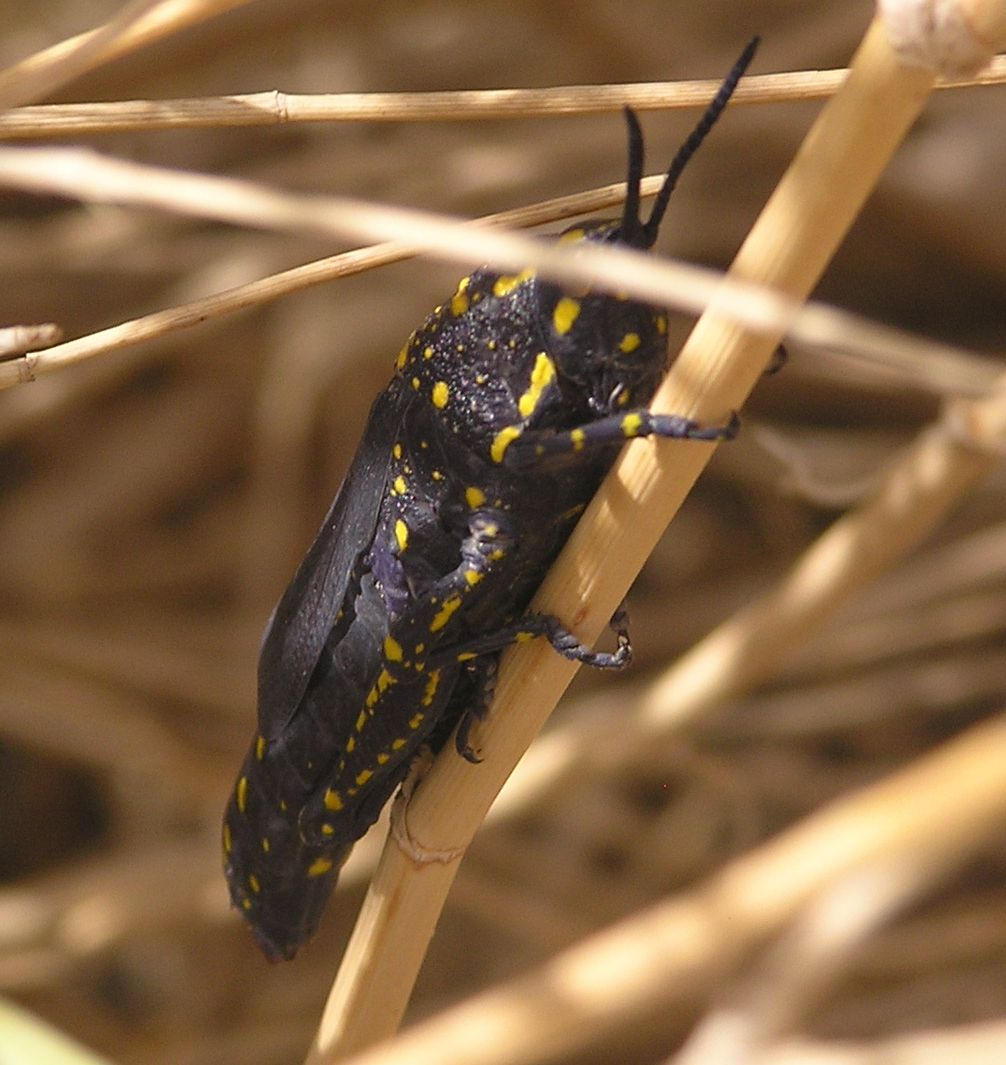
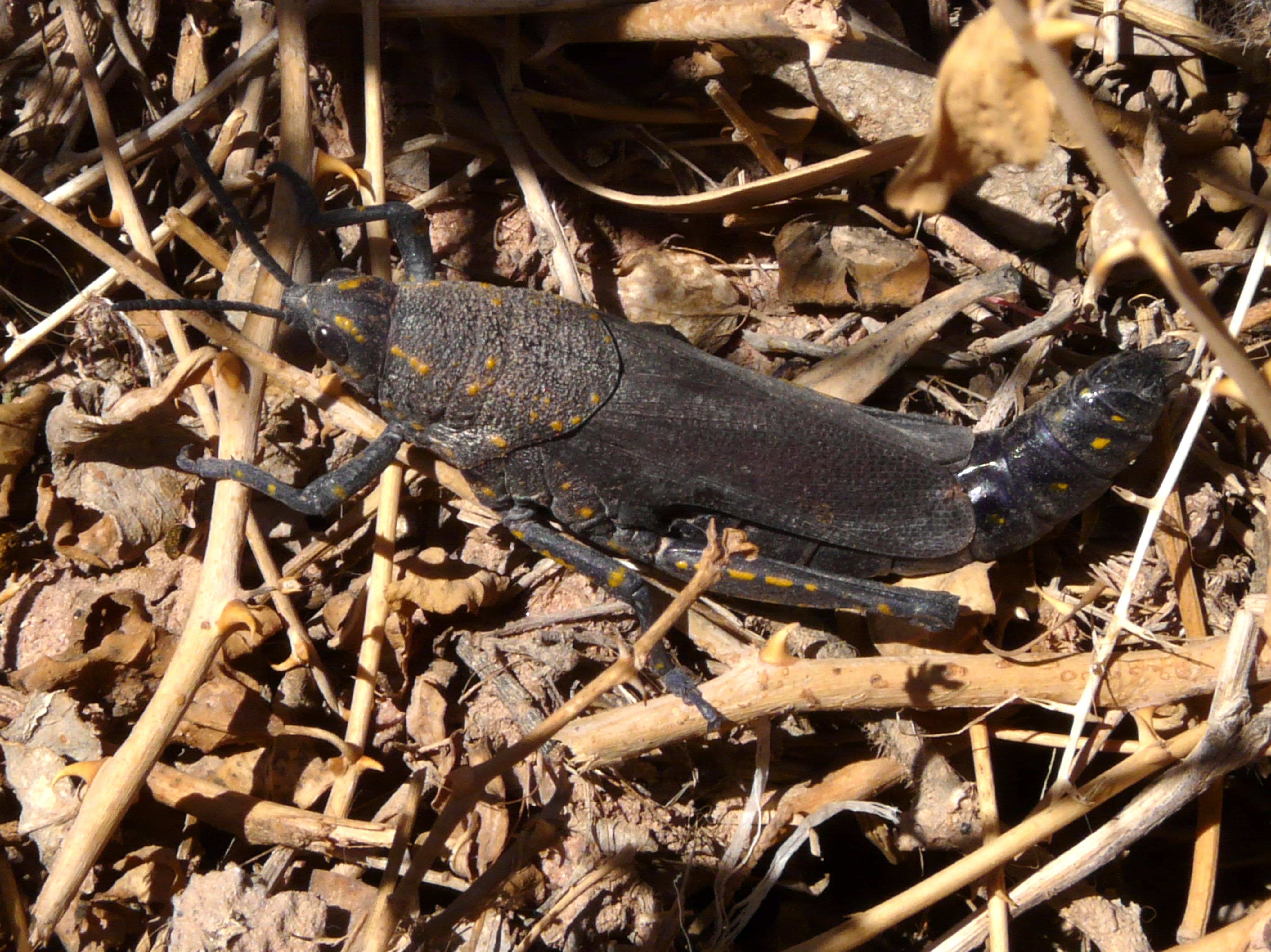